# Oldřich z Heunburgu

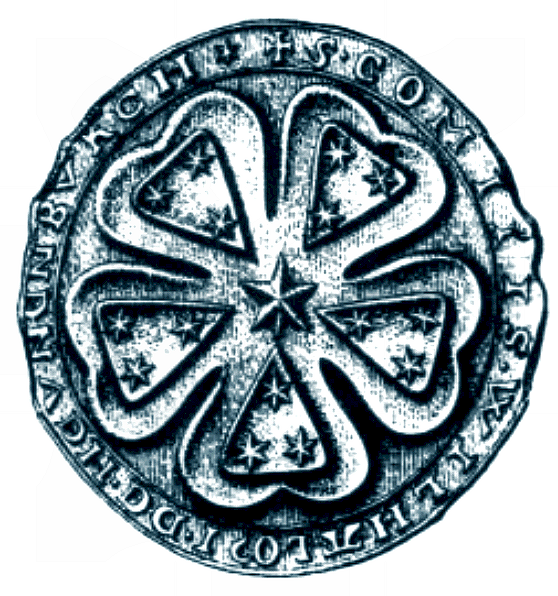
Erb hrabat z Heunburgu na pečeti z roku 1242

Oldřich z Heunburgu (německy Ulrich II. von Heunburg, † 1308) byl hrabě a zemský korutanský hejtman.

## Život
V prosinci 1268 byl jediným korutanským svědkem tzv. Poděbradské smlouvy mezi korutanským vévodou Oldřichem a jeho bratrancem, českým králem Přemyslem Otakarem II., v níž korutanský vévoda vydědil svého nezdárného bratra a vše odkázal českému králi.
Pravděpodobně roku 1270 či 1271 se oženil s Anežkou, vdovou po korutanském vévodovi, dle vídeňského kronikáře se tak stalo na přání Přemysla Otakara II. Novomanželé se údajně za odškodné zřekli Anežčiných práv na majetek v Rakousích, Štýrsku, Korutansku a Kraňsku. Po bitvě na Moravském poli a smrti českého krále tvrdili, že se jich vzdali z donucení. V roce 1270 se Oldřich dočasně stal prvním korutanským zemským hejtmanem. Již roku 1271 jej Přemysl nahradil svým zetěm Oldřichem z Drnholce. Poté se hrabě z přičinlivého straníka změnil ve vzbouřence a byl jedním z iniciátorů vzpoury štýrské a korutanské šlechty proti vládě Přemysla Otakara II. 19. září 1276 byl předním účastníkem setkání šlechty alpských zemí v klášteře Rein, kde byla složena přísaha věrnosti Rudolfovi Habsburskému.
Bitvy na Moravském poli se zúčastnil s početným doprovodem na straně Rudolfa Habsburského. Poté byl znovu jmenován korutanským hejtmanem a za ztracené majetky obdržel finanční kompenzaci. Po smrti Rudolfa Habsburského se účastnil spiknutí proti vládě jeho syna Albrechta, což jej stálo majetky a dočasně i svobodu. Roku 1306 je doložen na svatbě Anny Přemyslovny a Jindřichem Korutanským. Zemřel roku 1308.